# Вилица на Мортън
Вилицата на Мортън е разсъждение, в което противоречиви аргументи водят до едно и също неприятно заключение. Твърди се, че се е появило при събирането на данъци от Джон Мортън, архиепископ на Кентърбъри през късния XV век, който казвал, че човек, който живее честно и скромно, спестява пари и следователно може да си плати данъците и респективно ако живее екстравагантно, то той очевидно е богат и пак може да си плати данъците.
Избрани офицери (членове на парламента и съветници) често се е налагало да прибягват до вариант на Вилицата на Мортън, когато си имат работа с безполезни, неизбрани офицери или цивилни служители. Вариантът твърди, че неспазването на директивата от неизбраните офицери трябва да се дължи на една от следните неприемливи причини: или служителят е мързелив или некомпетентен, или се действа умишлено или злонамерено срещу инструкциите, дадени му от назначен офицер.